# The Process of Elimination
The Process of Elimination è il terzo album del gruppo grindcore Leng Tch'e, pubblicato nel 2005. Questo è il loro primo album pubblicato attraverso la Relapse Records. Per la canzone "Derisive Conscience" è stato prodotto un video.

## Tracce
1. The Fist of the Leng Tch'e – 1:50
2. Don't Touch My Spandex – 1:22
3. Overkill Bill – 0:51
4. Another Hit Single – 2:07
5. Bobby-Joe's Slumber Part – 0:37
6. Remote Controlled – 1:22
7. Glamourgirl Concubine – 1:31
8. Ingest/Dissent – 1:11
9. Schematic – 0:45
10. Man's Inhumanity to Man – 0:39
11. Motorgrinding – 1:27
12. Fat Camp – 1:11
13. Icon Resizer – 1:34
14. Derisive Conscience – 1:22
15. Patriotic Pleasure – 1:11
16. The Plastic Motive – 1:14
17. Testosterone Collar – 1:05
18. Scene Scenery – 2:04
19. Clarity Denied – 1:37
20. Mediocrity Contest – 1:11
21. P.I.M.P. – 2:04
22. Reality? TV – 1:06
23. Alliance of Blockheads – 0:59
24. Terminal Excess Patient – 2:48

## Formazione
- Boris Cornelissen - voce
- Sven de Caluwé - batteria
- Geert Devenster - chitarra
- Jan Hallaert- chitarra
- Nicolas Malfeyt - basso